# Nonivamida
La Nonivamida, también llamado vanillilamida de ácido pelargónico, es un compuesto orgánico, amida del ácido pelargónico (ácido n-nonanoico). Está presente en los pimientos picantes,  si bien es fabricado habitualmente en forma sintética. 

## Usos
El ungüento vendido bajo nombre comercial Finalgon se usa para aliviar la artritis y el dolor muscular. Una pequeña gota de la pomada aplicada sobre la piel es absorbida rápidamente causando sensación de ardor, seguida de  alivio del dolor durante varias horas.
La nonivamida se utiliza como un aditivo alimentario para añadir sabor picante a los condimentos, saborizantes y mezclas de especias. También se emplea en la industria gastronómica y en la farmacéutica en algunas formulaciones, como una alternativa más económica a la capsaicina.
Al igual que la capsaicina, se desaconseja su uso en mamíferos, pero no en aves o insectos, que parecen inmunes.

## Aplicaciones
La sustancia, se utiliza (bajo el nombre de PAVA) como la carga útil en "municiones menos letales", tales  como el ingrediente activo en la mayoría de los aerosoles de gas pimienta - en ambas aplicaciones, la idea es para incapacitar temporalmente la gente para que puedan ser inmovilizados antes de la detención, o desistir de los actos de violencia o en casos de motín.